# Italgas

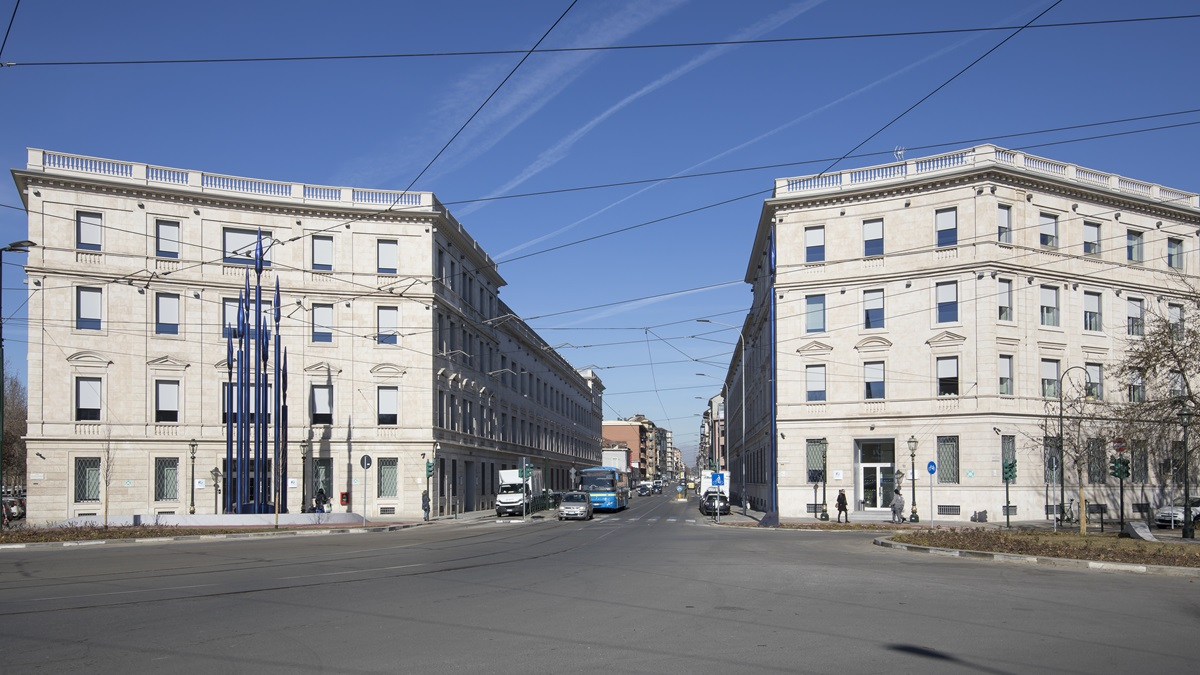
La sede storica di Italgas a Torino

Italgas è una Network Tech Company, attiva nei settori della distribuzione del gas, dei servizi idrici, dell’efficienza energetica e dell’IT. A seguito dell’acquisizione di 2i Rete Gas, finalizzata il 1° aprile 2025, Italgas è diventato il primo operatore della distribuzione del gas in Europa, con una rete di oltre 150.000 chilometri, oltre 12 milioni di clienti in Italia e in Grecia e circa 6.500 dipendenti. Attraverso Nepta, la capofila del Gruppo nel settore idrico, fornisce servizi direttamente e indirettamente, a 6,3 milioni di persone, pari al 10% della popolazione italiana, principalmente nelle regioni Lazio, Sicilia e Campania.
La società è quotata nell'indice FTSE MIB della Borsa Italiana. 

## Storia
Nell'agosto del 1837 l'ingegnere francese Hippolyte Gautier fece approvare lo statuto di una Compagnia di Illuminazione a Gaz per la Città di Torino, come società anonima con capitale previsto di 840.000 lire piemontesi, di cui 722.000 sottoscritte da capitalisti lionesi. Quando Gautier si accorse che i banchieri e commercianti in seta torinesi erano disponibili a investire nell'impresa più di quanto previsto, modificò lo statuto sociale e l'8 gennaio 1838 venne fondata la Società anonima per l'Illuminazione della Città di Torino col mezzo del Gaz idrogeno carbonato, con un capitale sociale di 1.020.000 lire. Gli azionisti lionesi e quelli torinesi si divisero i compiti: i lionesi si sarebbero occupati della gestione tecnica dell'impresa, mentre i torinesi si sarebbero occupati dell'amministrazione, in quanto più vicini agli organi dello stato sabaudo. Perciò il consiglio di amministrazione era composto solo da torinesi, benché la maggioranza del capitale fosse stata sottoscritta da lionesi.
A Torino l'impresa subì la concorrenza di altri produttori di gas, in particolare della Cooperativa Consumatori Gas-Luce, costituita da alcune industrie che utilizzavano le due forme di energia per azionare i propri macchinari.
Così la Compagnia di Illuminazione a Gaz per la Città di Torino cercò altri sbocchi oltre il capoluogo piemontese e ottenne le concessioni per la gestione del servizio di distribuzione del gas a Palermo, Bergamo e Cremona. Nel 1862, anche a seguito di questa prima espansione, la società prese il nome di Società Italiana per il Gas , sottolineandone così la nuova dimensione nazionale 
Nel 1900 Italgas venne quotata alla Borsa di Milano.

### L'espansione dagli anni venti agli anni cinquanta
La società torinese era allora la più grande del settore. Durante gli anni ‘20, sotto la presidenza Panzarasa, lo sviluppo del Gruppo seguì due direttrici principali: la prima rivolta ad aumentare la presenza nell’industria del gas cogliendo le opportunità offerte dalle frequenti “demunicipalizzazioni” del servizio gas, e dal ritorno in mani italiane del controllo dell’azienda. La seconda direttrice era espressamente tesa a partecipare in altre aziende, specialmente in quelle chimiche, affini alle lavorazioni dei prodotti del gas.
Nel 1924 la società acquisì il controllo della Société civile d'éclairage au gaz de la Ville de Venise che gestiva la distribuzione del gas a Venezia dal 1839. Due anni dopo la società fu ribattezzata Società Veneta Industrie Gas (SVIG).
Nel 1927 acquista dalla Banca di Roma il Palazzo d'Harcourt in Via XX Settembre a Torino, trasformandolo nella sua sede legale fino al 2006 . 
Nel 1929 l'Italgas rilevò anche le attività fiorentine della Société Civile Lyonnaise che deteneva la concessione del gas di Firenze dal 1847. La nuova società fu denominata STAG.
Nello stesso anno la compagnia piemontese rilevò anche la Società Romana Gas che distribuiva il gas a Roma dal 1925, quando si era scissa dalla Società Elettricità e Gas di Roma. Quest'ultimo era a sua volta il nome assunto nel 1923 dalla Società Anglo-Romana per l'Illuminazione di Roma col Gas e altri sistemi che gestiva la produzione e distribuzione del gas nella capitale dal 1853.
Nella storia di Italgas, negli anni antecedenti la seconda guerra mondiale, vi fu l'interessamento della finanza cattolica, guidata da Bernardino Nogara.
Nel 1930 alla presidenza della Società fu chiamato Alfredo Frassati, già direttore del quotidiano La Stampa e senatore del Regno. Il suo compito principale era quello di risanare la Società che stava patendo i riflessi della grande crisi del '29. A partire dal 1934, Frassati avviò una severa ristrutturazione della Società cedendo le attività parallele alla produzione e alla distribuzione del gas.
Durante il secondo conflitto mondiale, il servizio del gas a Torino e in tutto il Centro-Nord soffre la mancanza di materia prima e subisce forti limitazioni: gli impianti di Italgas contano numerosi danneggiamenti per bombardamenti e atti di guerra. In quegli anni inizia una prima sperimentazione col gas naturale e nel 1950, a Lodi, viene realizzata la prima rete urbana di distribuzione.

### L'ingresso nel gruppo ENI
Nel 1967 il controllo di Italgas viene acquisito da Eni, l’allora Ente Nazionale Idrocarburi. A partire dagli anni '70 Italgas è tra i principali fautori della metanizzazione del Paese. Negli anni ‘80 costituisce Italgas Sud, un nuovo soggetto incaricato di realizzare il grande progetto di metanizzazione del Mezzogiorno d’Italia. In questo contesto l'evento più importante fu l'acquisto nel 1982 della Compagnia napoletana di Illuminazione e Scaldamento col Gas (abbreviata Napoletanagas S.p.A.), che distribuiva il gas a Napoli dal 1862.
A cavallo degli anni '80 e '90, la società, oltre a consolidare la propria presenza nel settore del gas naturale, si espanse anche nelle attività relative al ciclo completo idropotabile ed entrò anche nel business della gestione dei rifiuti solidi urbani. Queste attività però vennero in parte abbandonate, per concentrarsi prevalentemente sul "core business" del gas naturale, continuando l'espansione all'estero attraverso società controllate operanti in Argentina, Brasile, Grecia, Portogallo, Spagna, Ungheria, divenendo un gruppo internazionale con oltre 10.000 dipendenti.

### Delisting
A novembre 2002, nell’ambito di un processo di riorganizzazione delle proprie attività, Eni lancia un’Opa sulla totalità delle azioni di Italgas. L’anno successivo, dopo oltre un secolo e mezzo, Italgas lascia la Borsa Valori di Milano. Successivamente Eni concentra in Snam le attività regolate del gas. Nasce un nuovo Gruppo in cui sono presenti i diversi business della filiera: il trasporto con Snam Rete Gas, lo stoccaggio con Stogit, la rigassificazione con GNL Italia e la distribuzione con Italgas.

### Inchieste giudiziarie
Nel luglio 2014 la società è stata commissariata a causa dei rapporti con alcuni fornitori commissariati per mafia. L'azienda venne sottoposta a questa procedura a causa di presunte infiltrazioni mafiose provocate dagli appalti assegnati agli imprenditori di Belmonte Mezzagno (Palermo) Cavallotti, sottoposti a una misura di prevenzione per mafia in quanto ritenuti vicini a capi di Cosa nostra come Benedetto Spera e Bernardo Provenzano. I Cavallotti, che pure erano stati assolti nel processo penale, avevano lavori con Italgas in varie zone d'Italia e, per risolvere il problema, la giudice Silvana Saguto e i suoi colleghi ritennero di dovere sottoporre l'intera azienda prima alla amministrazione da parte delle quattro figure da loro nominate e poi al controllo giudiziario per tre anni.
Questa seconda misura venne però revocata dopo un anno, nel luglio 2016, dalla Corte d'Appello, che ne ritenne insussistenti i presupposti. Nel frattempo, scoppiò lo scandalo delle misure di prevenzione: il cosiddetto “sistema Saguto” sugli incarichi riguardanti i beni sequestrati e confiscati, che venivano assegnati molto spesso agli stessi amministratori in cambio - secondo l'accusa, rappresentata dalla Procura di Caltanissetta - di ritorni in termini di vantaggi economici o lavorativi per parenti del magistrato.
Silvana Saguto fu poi radiata dal CSM, quando il processo a Caltanissetta era appena iniziato. Con lei e i suoi prossimi congiunti (il padre, il marito e uno dei figli) e con amministratori giudiziari e coadiutori è a giudizio il giudice a latere Lorenzo Chiaramonte. L'altro giudice, Fabio Licata, è stato condannato in abbreviato, anche in appello, a 2 anni e 4 mesi per falso. Falso che si riferiva in un caso proprio a una sigla che Licata avrebbe messo al posto della Saguto, in quel momento in ferie e assente dall'ufficio, sul decreto che sottoponeva ad amministrazione giudiziaria l'Italgas.

### Ritorno in Borsa
Il 7 novembre 2016 Italgas esce dal Gruppo Snam e torna a essere quotata in Borsa. Alla guida della società viene nominato come Amministratore Delegato il Direttore Generale Paolo Gallo. Nel 2018 nasce la Digital Factory, la società di servizi digitali del Gruppo Italgas. Successivamente, con l’acquisizione del 100% di Seaside - oggi Geoside - il Gruppo entra anche nel settore dell’efficienza energetica.
Nel 2020, a distanza di due anni dall'acquisizione di Medea, il principale operatore della distribuzione del gas in Sardegna, il Gruppo inizia a distribuire il primo metano nell’unica regione allora ancora sprovvista.
Nel settembre 2022, a seguito di una gara internazionale bandita dal governo greco per la privatizzazione dell’attività di distribuzione del gas del Paese, Italgas acquisisce da Hellenic Republic Asset Development Fund S.A. (HRADF) ed Hellenic Petroleum S.A. (HELPE) il 100% di Depa Infrastructure. A febbraio 2024 viene presentata la nuova identità delle società greche che cambiano nome in Enaon, la holding, ed “Enaon Eda” la società operativa.
Nel 2023, Italgas rientra nel settore idrico acquisendo dal Gruppo Veolia Environnement S.A. il ramo d’azienda relativo alle concessioni nel settore idrico detenute in Italia. Con circa 6,3 milioni di persone servite direttamente e indirettamente - corrispondente al 10% della popolazione italiana - l‘operazione pone NEPTA, la nuova società del gruppo in cui confluiscono le attività, tra i principali player del settore, con una strategia di sviluppo incentrata principalmente sulla trasformazione digitale delle infrastrutture idriche al fine di ridurre le perdite di rete e migliorare i livelli di qualità del servizio.
Tra il 2024 e il 2025 Italgas acquisisce il controllo di 2i Rete Gas, il secondo operatore della distribuzione del gas del Paese, che porta “in dote” oltre 2200 comuni e oltre 72.000 km di rete. Italgas diventa in tal modo il primo operatore del settore in Europa. Il 1° luglio 2025 2i Rete Gas viene fusa per incorporazione in Italgas Reti, la più importante delle società del Gruppo.
Nel 2025, con il rinnovo del Consiglio di Amministrazione, alla Presidenza della società viene nominato Paolo Ciocca, mentre Paolo Gallo viene confermato per il quarto mandato.

## Società
Italgas ha la sede legale a Milano mentre la principale società del gruppo, Italgas Reti, ha la sua sede principale a Torino.

### Azionariato
La situazione al 31 dicembre 2024:
- CDP Reti S.p.A – 26,0%
- Snam S.p.A – 13,5%
- Lazard LCC – 9,8%
- Blackrock Inc.. – 3,7%
- Sun Life Financials – 3,2%
- Banca D’Italia – 1,3%
- Altri azionisti istituzionali – 32,8%
- Azionisti Retail – 9,6%

## L’Archivio Storico e l’Heritage Lab

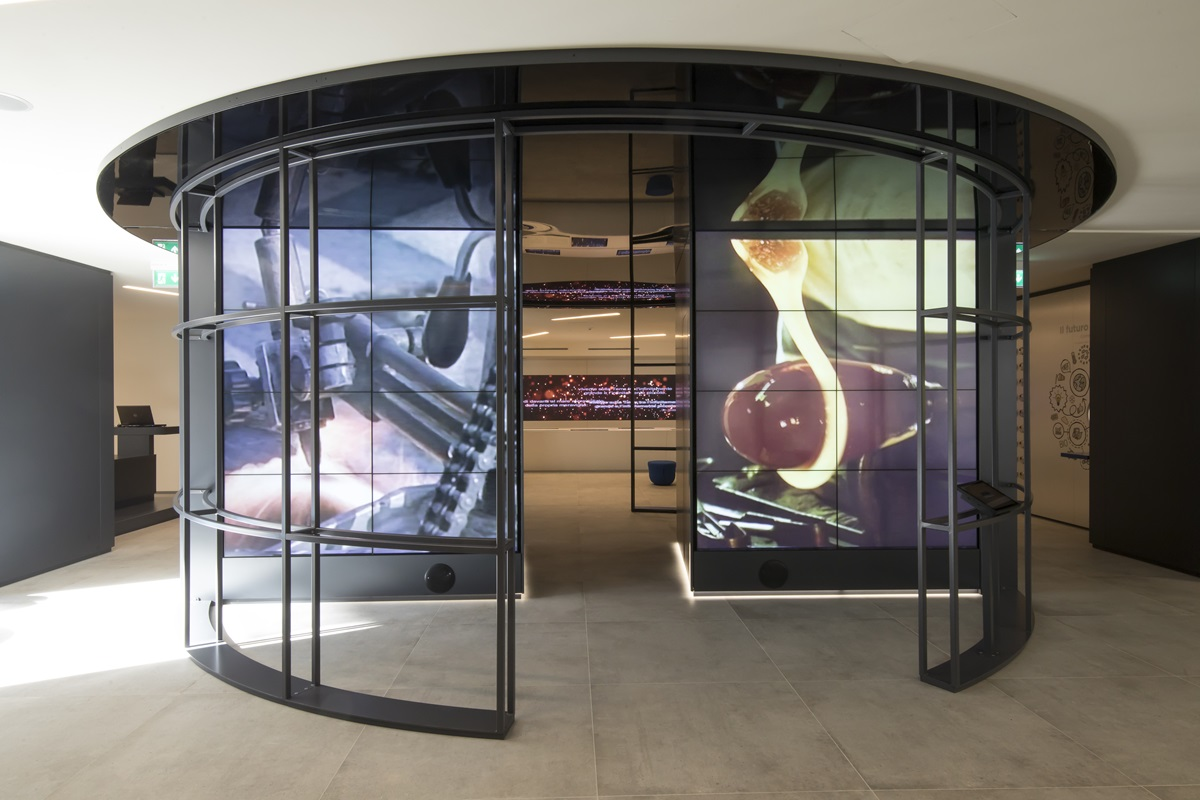
L’Heritage Lab in Largo Regio Parco 11 a Torino

Il rinnovato Archivio Storico e Museo Italgas, istituito a Torino nel 1984, prende oggi il nome di HERITAGE LAB, sito nella sede Italgas di Largo Regio Parco. In collaborazione con la Fondazione Giorgio Cini, il progetto ha portato all’introduzione di nuove modalità di descrizione, inventariazione e digitalizzazione dell’archivio storico dell’azienda, la catalogazione della biblioteca storica, dell’emeroteca e delle collezioni museali (visionabili anche attraverso l’esperienza della realtà virtuale), fino alla scansione in 3D degli oggetti tecnico scientifici delle collezioni.
L’Archivio Storico Italgas ha una consistenza di tre chilometri lineari di documenti. Tra le carte relative alle attività delle società originarie, delle controllate e consociate, si segnalano documenti databili dal 1239 (consistenti perlopiù in pergamene) al 1990. 

## Logo

Il logo attuale di Italgas